# Абилин (Канзас)
Абилин (енгл. Abilene) град је у америчкој савезној држави Канзас.

## Демографија
По попису из 2010. године број становника је 6.844, што је 301 (4,6%) становника више него 2000. године.
| Група             | 2000.         | 2010.         |
| Белци             | 6.149 (94,0%) | 6.273 (91,7%) |
| Афроамериканци    | 66 (1,0%)     | 63 (0,9%)     |
| Азијати           | 25 (0,4%)     | 17 (0,2%)     |
| Хиспаноамериканци | 178 (2,7%)    | 320 (4,7%)    |
| Укупно            | 6.543         | 6.844         |